# الخاسر الأكبر
الرابح الأكبر برنامج نقله مركز تلفزيون الشرق الأوسط (إم بي سي) للوطن العربي من نسخته الأمريكية الأصلية والتي تسمى الخاسر الأكبر هو برنامج تلفزيوني بث في العديد من البلدان. وكان هذا البرنامج عبارة عن محاولة من زائدى الوزن لانقاص أوزانهم للتنافس على جائزة نقدية.

## الولايات المتحدة الأمريكية
- الخاسر الأكبر (سلسلة الولايات المتحدة الأمريكية التلفزيونية)
  - الخاسر الأكبر الولايات المتحدة الأمريكية (الموسم الأول) بث في عام 2004
  - الخاسر الأكبر الولايات المتحدة الأمريكية (الموسم الثاني) بث في عام 2005
    - الخاسر الأكبر الولايات المتحدة الأمريكية: إصدار خاص بث في عام 2006

  - الخاسر الأكبر الولايات المتحدة الأمريكية (الموسم الثالث) بث في عام 2006
  - الخاسر الأكبر الولايات المتحدة الأمريكية (الموسم الرابع) بث في عام 2007
  - الخاسر الأكبر الولايات المتحدة الأمريكية (الموسم الخامس): ثنائيات بث في ربيع عام 2008
  - الخاسر الأكبر الولايات المتحدة الأمريكية (الموسم السادس) :عائلات بث في خريف عام 2008
  - الخاسر الأكبر الولايات المتحدة الأمريكية (الموسم السابع): ثنائيات 2 بث في ربيع عام 2009
  - الخاسر الأكبر الولايات المتحدة الأمريكية (الموسم الثامن): الفرص الثانية بث في خريف عام 2009

## المملكة المتحدة
- الخاسر الأكبر (سلسلة بريطانياالتلفزيونية)—إصدار تليفزيون المملكة المتحدة
  - الخاسر الأكبر المملكة المتحدة (الموسم الأول)—بث في عام 2005
  - الخاسر الأكبر المملكة المتحدة (الموسم الثاني)—بث في عام 2006
  - الخاسر الأكبر المملكة المتحدة (الموسم الثالث)—بث في عام 2009

## أستراليا
- الخاسر الأكبر (سلسلة أستراليا التلفزيونية)—إصدار تليفزيون أستراليا
  - الخاسر الأكبر أستراليا (الموسم الأول)—بث في عام 2006
  - الخاسر الأكبر أستراليا (الموسم الثاني)—بث في عام 2007
  - الخاسر الأكبر أستراليا (الموسم الثالث)—بث في عام 2008
  - الخاسر الأكبر أستراليا (الموسم الخامس):ثنائيات—بث في عام 2009

## العالم العربي
- الرابح الأكبر—إصدار تلفزيون الشرق الأوسط
  - الرابح الأكبر (الموسم الأول) بث في عام 2006
  - الرابح الأكبر (الموسم الثاني) بث في عام 2007
  - الرابح الأكبر (الموسم الثالث) بث في عام 2008
  - الرابح الأكبر (الموسم الرابع): ثنائيات بث في عام 2009

## البرازيل
- الخاسر الأكبر في البرازيل

## ألمانيا
- الخاسر الأكبر في ألمانيا—النسخة التلفزيونية الألمانية بث في عام 2009

## هنغاريا
- والخاسر الأكبر قي هنغاريا—في النسخة التلفزيونية الهنغارية يسمى ناجي فوجياس  بث في عام 2007

## الهند
- الخاسر الأكبر Jeetega—الهند التلفزيون بثت نسخة في عام 2007

## إسرائيل
- الخاسر الأكبر في إسرائيل—إصدار تليفزيون إسرائيل، محليا بعنوان Laredet Begadol

## المكسيك
- والخاسر الأكبر (سلسلة المكسيك التلفزيونية)—المكسيك لاصدار التلفزيون بعنوان ¿Cuánto quieres perder؟ والخاسر الأكبر: الأسر الموسم السادس بث في عام 2008

## هولندا
- والخاسر الأكبر (هولندا) (سلسلة تلفزيونية)—هولندا ' إصدار تلفزيون هولندا بعنوان (بالهولندية: De Afvallers)‏
  - دي افالير (موسم 1) بث في عام 2005
  - دى افالير (الموسم 2) بث في عام 2006
  - دى افلير (موسم 3) بث في عام 2006
  - دى افالير اجتماع النجوم بث في عام 2007
  - دي إكس اكس افالير بث في عام 2007

## جنوب إفريقيا
- الخاسر الأكبر في جنوب أفريقيا—في النسخة التلفزيونية لجنوب اقريقيا بثت في عام 2008

## وصلات خارجية
- الخاسر الأكبر على موقع IMDb (الإنجليزية)
- الخاسر الأكبر على موقع ميتاكريتيك (الإنجليزية)
- الخاسر الأكبر على موقع روتن توميتوز (الإنجليزية)
- الخاسر الأكبر على موقع كينوبويسك (الروسية)
- الخاسر الأكبر على موقع قاعدة بيانات الفيلم (الإنجليزية)